# Advent u Zagrebu
Advent u Zagrebu je tradicijska predblagdanska manifestacija koja se tijekom Došašća i Božićnoga vremena održava na više mjesta u središtu Zagreba s bogatim kulturno-zabavnim programom. Počinje krajem studenoga i traje do kraja prosinca.
Advent u Zagrebu počinje paljenjem prve adventske svijeće na Trgu bana Jelačića, kod Manduševca. U ulicama oko Trga bana Josipa Jelačića održava se tradicijski Božićni sajam. Prigodne božićne poklone, licitare i medenjake, šarene ukrase, božićni nakit i suvenire, nude obrtnici, likovni umjetnici i proizvođači tradicijskih hrvatskih proizvoda.
Na glavnomu zagrebačkomu trgu kod velikoga sata kiti se veliko božićno drvce, a na pozornici se održavaju prigodni koncerti.
Na Kaptolu ispred Katedrale, Zajednica Cenacolo redovito priređuje Žive jaslice. Scenografija prikazuje Isusovu štalicu i rodno mjesto Betlehem, a u predstavi sudjeluju Sveta obitelj, mudraci, pastiri, domaće životinje itd.
Advent u Zagrebu događa se i na drugim mjestima poput Zrinjevca, Cvjetnog trga, Europskoga trga, kod Uspinjače i drugdje. Događanja na Zrinjevcu uključuju božićne pjesme, valcer, suvenire i tradicijska jela. 
ZET-ov Veseli božićni tramvaj kreće na uglu Praške i Jelačićeva trga, a u njemu se nalaze Djed Božićnjak i drugi blagdanski ili crtani likovi.
Od 2014. godine novost je Ledeni park na Tomislavovomu trgu, koji uključuje klizalište, ugostiteljsku ponudu i glazbene programe.
Advent u Zagrebu je prema izboru glasača portala „European Best Destinations” tri puta za redom proglašen najboljim turističkim odredištem za božićne blagdane u Europi 2016., 2017. i 2018. godine. 

## Vanjske poveznice
- Službena stranica